# 河佐村
河佐村（かわさむら）は、広島県芦品郡にあった村。現在の府中市の一部にあたる。

## 地理
芦田川の中流域に位置していた。

## 歴史
- 1889年（明治22年）4月1日、町村制の施行により、芦田郡久佐村、河面村が合併して村制施行し、河佐村が発足[1][2]。旧村名を継承した久佐、河面の2大字を編成。
- 1898年（明治31年）10月1日、郡の統合により芦品郡に所属[1][2]。
- 1956年（昭和31年）9月30日、府中市に編入され廃止[1][2]。

### 地名の由来
合併村名の各一文字を組み合わせたもの。

## 産業
- 農業

## 交通

### 鉄道
- 1938年（昭和13年）国有鉄道福塩線府中町～上下間開通し、大字久佐に河佐駅を開設[2]。